# وا حر قلباه
وا حرَّ قلباه هي قصيدة مشهورة من قصائد الشاعر أبي الطيب المتنبي. نَظَمَها في عتابِ سيفِ الدولة الحمداني بعد أن فترت علاقته به. تنوّعت موضوعاتها بين الفخر والاعتزاز بالنفس وبين مدح سيف الدولة وقدح خصوم المتنبي الذين كانوا سببًا في تركه بلاط سيف الدولة في حلب وذهابه إلى مصر في فترة حكم الإخشيدي. كُتبت القصيدة على بحر البسيط في 38 بيتًا. ومما اشتُهر من أبياتها: "الخيلُ والليلُ والبيداءُ تَعْرِفُني والسيفُ والرمحُ والقرطاسُ والقَلمُ".

## صورة عامة عن القصيدة
تبدأ القصيدة بداية تصور حرارة قلب الشاعر لجفاء العلاقة بينه وبين سيف الدولة، حيث استعمل أداة النداء للندبة، ومعناها يا لشدة حرارة قلبي وألمي من الذي قلبه بارد، ثم يعرض أبياتًا تصوّر كبرياءه وشجاعته وشاعريته حتى لا يظن أن هذا الحب مجرد تملق لكسب الأجر، ويسهب الشاعر في هذا الفخر، فقد صوّر الشاعر أن شعره قد أثر في الأعمى والأصم، وقد نال من الشهرة حتى أن الجمادات والحيوانات تعرفه حق المعرفة، وبعد كل ذلك الفخر يعود الشاعر إلى عتاب يبدأ باستفهام استنكاري يستهجن فيه كيف رضي سيف الدولة بفراق الشاعر في حين أن هذا الفراق قد عزّ عليه كثيرًا وجعله كالعدم، ويبيّنُ الشاعرُ أن كل ما قاله في قصيدته إنما هو عتاب بلغة قوية كالجواهر، وليس ذمًا لسيف الدولة، حتى لا يستغل الواشون ذلك مرة أخرى. وتدعو القصيدة بطريقة غير مباشرة إلى العديد من المعاني السامية كالمحافظة على ودّ الأصدقاء حتى وإن جفوا، والعدل في معاملة الجميع، وعدم الاغترار بالمظاهر، والعزة والكرامة والشجاعة في قتال الأعداء.

## أبحاث خارجية عن القصيدة
- قصيدة المتنبي (واحر قلباه) دراسة نفسية
- قراءة في قصيدة واحر قلباه
- تحولات التابع: قراءة في قصيدة المتنبي "وا حر قلباه"